# Penicillium glabrum
Penicillium glabrum är en svampart som först beskrevs av Wehmer, och fick sitt nu gällande namn av Westling 1911. Penicillium glabrum ingår i släktet Penicillium och familjen Trichocomaceae.   Inga underarter finns listade i Catalogue of Life.